# Montañas de la península de la Guajira

Formas del relieve en península de la Guajira.

Montañas de la península Guajira, se encuentran ubicadas en el departamento de La Guajira en Colombia. Formadas en la era Paleozoica, estas montañas están compuestas por rocas de granito, gneis, cuarcita y esquistos hornbléndico. Los macizos cristalinos se encuentran separados entre sí por llanuras que son antiguas fallas formadas en el Oligoceno y costas con depósitos marinos recientes. 

## Aspectos orográficos

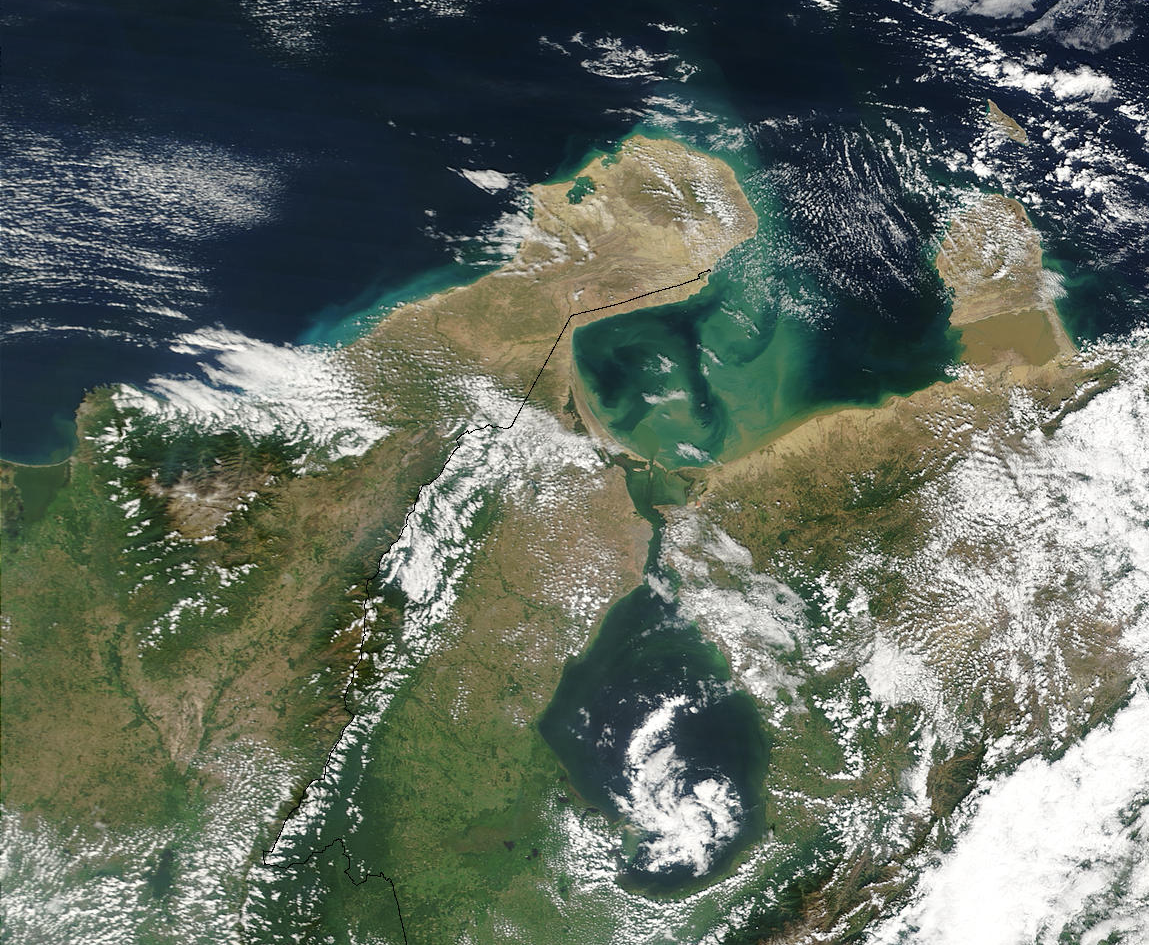
Fotografía tomada por la NASA de la Península de la Guajira y del Golfo de Venezuela.

El departamento está conformado por el Macizo Guajiro al noreste, un macizo antiguo que abarca la península de La Guajira y comprende las serranías de Jarara Cocinas, Carpintero y La Macuira, esta última posee la máxima elevación que alcanza el cerro Palúa con 865 m; además el cerro LaTeta y Huitpana.
Al suroeste está la Sierra Nevada de Santa Marta, un macizo joven que alcanza su máxima altura en el pico Codazzi con 5.390m, llegando a ser la mayor elevación del departamento. Está constituida por la sierra de Treinta y numerosas cuchillas que definen el paisaje de la planicie aluvial Ranchería-Cesar en el sector occidental.
La serranía del Perijá abarca una angosta franja territorial al sur de La Guajira, siendo los Montes de Oca y la serranía de Carraipía las principales formas del relieve al norte de este macizo joven. Define de lado oriental la planicie aluvial del departamento y su máxima elevación se encuentra al sur en cerro Pintao, con 3000 m convirtiéndose en la segunda elevación.
También existen cerros independientes de altura inferior a los 200 m, los cuales son cerro Peralta y Anaime. La planicie aluvial surcada por los ríos Ranchería y Cesar se encuentra a una altitud promedio de 200 m, a diferencia de la planicie baja del centro del departamento que posee altitud inferior a 50 m y constituye la mayor porción territorial.

## Principales serranías
- Serranía de Jarara
- Serranía Carpintero
- Serranía El Cerrejón
- Macuira
- Serranía Corojo
- Serranía de Cocinas

## Clima y vegetación
El ambiente ecológico es semidesértico en gran parte de la península Guajira, solo en las montañas se concentra alguna humedad que produce un "monte guajiro" con vegetación xerófila.